# Thorsby (Alabama)
Pour les articles homonymes, voir Thorsby.
Thorsby est une ville du comté de Chilton, en Alabama, aux États-Unis,.
Elle est fondée par trois pionniers suédois en 1895 ou 1896. Thorsby est incorporée en 1901.

## Démographie
| 1910 | 1920 | 1930 | 1940 | 1950 | 1960 |
| ---- | ---- | ---- | ---- | ---- | ---- |
| 426  | 513  | 771  | 772  | 828  | 968  |

| 1970 | 1980  | 1990  | 2000  | 2010  | - |
| ---- | ----- | ----- | ----- | ----- | - |
| 944  | 1 422 | 1 465 | 1 820 | 1 980 | - |

## Source de la traduction
- (en) Cet article est partiellement ou en totalité issu de l’article de Wikipédia en anglais intitulé « Thorsby, Alabama » (voir la liste des auteurs).